# Arno Augustin
Arno Hugo Augustin Filho (Carazinho) é um economista brasileiro. Filiado ao Partido dos Trabalhadores (PT), foi secretário do Tesouro Nacional durante o segundo governo Lula e o primeiro governo Dilma Rousseff.
Formado em Ciências econômicas pela Universidade Federal do Rio Grande do Sul (UFRS), fez sua carreira no Rio Grande do Sul. Foi auditor público externo do Tribunal de Contas do estado (TCE/RS). Depois, assessor econômico da prefeitura de Porto Alegre, de 1990 a 1992, durante a gestão de Olívio Dutra. De 1992 a 1998, foi secretário municipal de Fazenda da mesma cidade, e, em seguida, secretário estadual de Fazenda do estado (1999–2002). Já em Brasília, foi secretário-executivo adjunto do Ministério da Fazenda, integrando a equipe de Antonio Palocci.
Em 2007, foi secretário do Tesouro Nacional. Foi o secretário que por mais tempo ficou no cargo. Juntamente com o ministro da Fazenda, Guido Mantega, foi responsável pela implementação da chamada nova matriz econômica.